# زبیشوو
زبیشوو (به چکی: Zbýšov) یک منطقهٔ مسکونی و شهرستان دارای شهرک سابقاً روستا در جمهوری چک است که در شهرستان برنو-ونکوو واقع شده‌است. زبیشوو ۶٫۰۱ کیلومتر مربع مساحت و ۳٬۸۴۹ نفر جمعیت دارد و ۳۴۸ متر بالاتر از سطح دریا واقع شده‌است.